# Memoriał Henryka Łasaka 2019
Il Memoriał Henryka Łasaka 2019, ventunesima edizione della corsa, si è svolto il 17 agosto 2019. È stato vinto dall'estone Norman Vahtra davanti al polacco Artur Detko e al tedesco Robert Jägeler.

## Ordine d'arrivo (Top 10)
| Pos. | Corridore                 | Squadra               | Tempo    |
| ---- | ------------------------- | --------------------- | -------- |
| 1    | Norman Vahtra             |                       | 4h07'26" |
| 2    | Artur Detko               | Team Hurom            |          |
| 3    | Robert Jägeler            | P & S Metalltechnik   |          |
| 4    | Simm Kiskonen             |                       |          |
| 5    | Henrik Pakalski           |                       |          |
| 6    | Nikolai Shumov            | Minsk Cycling Club    |          |
| 7    | Tomáš Bárta               | Pardus-Tufo Prostejov |          |
| 8    | Christian Maximilian Koch | LKT Team Brandenburg  |          |
| 9    | Markus Pajur              |                       |          |
| 10   | Karel Tyrpekl             | Pardus-Tufo Prostejov |          |